# لی یینگیینگ
لی یینگیینگ (انگلیسی: Li Yingying؛ زادهٔ ۱۹ فوریهٔ ۲۰۰۰) بازیکن والیبال زن اهل چین است. وی در بازی‌های المپیک تابستانی ۲۰۲۰ شرکت کرده‌است.